# كلية التجارة (جامعة القاهرة)
كلية التجارة بجامعة القاهرة يرجع تاريخها إلى العام 1911 حيث أنشئ ما يعرف بمدرسة التجارة العليا، وكانت مدة الدراسة بها ثلاث سنوات وتخرجت أولى دفعاتها -المكونة من 19 طالباً فقط- عام 1914. وظلت مدة الدراسة ثلاث سنوات إلى أن تم إنشاء مجلس إدارة للمدرسة في نوفمبر 1923 بقانون رقم 45، هذا المجلس الذي عمل على تعديل برامج المدرسة وكانت من تعديلاته أن جعل مدة الدراسة بها أربع سنوات.
وفي 22 أغسطس من عام 1935 صدر المرسوم رقم 91 الذي قضى بدمج جميع المدارس العليا في الجامعة المصرية -جامعة القاهرة فيما بعد- لتتحول بذلك مدرسة التجارة إلى كلية التجارة.
وفي 15 مارس من عام 1990 صدر القرار الوزاري رقم 235 الخاص بإنشاء مجموعة للدراسة باللغة الإنجليزية، وتبع ذلك إنشاء شعبة العلوم الاكتوارية عام 1995 كمشروع تعاوني بين جامعة القاهرة و جامعة سيتي بلندن ومعهد الخبراء الاكتواريين بلندن.

## الأقسام
1. قسم المحاسبة
2. قسم إدارة الأعمال
3. قسم الرياضة والتأمين